# Själ, stäm upp
Själ, stäm upp, även Stämmen upp med fröjdfull tunga, är en sång av en okänd textförfattare och som fanns översatt till svenska 1883. Musiken är gjord av George Frederick Root.
Sången fanns med i "The Christian Mission Hymn Book" från 1860-talet. ("Kristna missionen" och senare "Östra Londons Kristna mission" var de tidigare namnen på Frälsningsarmén)

## Publicerad i
- Musik till Frälsningsarméns sångbok 1907 som nr 121 med begynnelseraden "Själ, stäm upp".
- Frälsningsarméns sångbok 1929 som nr 347 med begynnelseraden "Själ, stäm upp" under rubriken "Jubel, erfarenhet och vittnesbörd".
- Frälsningsarméns sångbok 1968 som nr 346  med begynnelseraden "Stämmen upp med fröjdfull tunga" under rubriken "Jubel och tacksägelse".
- Frälsningsarméns sångbok 1990 som nr 518 med begynnelseraden "Själ, stäm upp" under rubriken "Lovsång, tillbedjan och tacksägelse".